# Arifureta - Il più forte del mondo con un mestiere comune
Arifureta - Il più forte del mondo con un mestiere comune (ありふれた職業で世界最強?, Arifureta shokugyō de sekai saikyō, lett. "Il più forte del mondo in una professione banale") è una serie di light novel scritta da Ryō Shirakome e illustrata da Takayaki, edita da Overlap, sotto l'etichetta Overlap Bunko, dal 25 giugno 2015 al 25 settembre 2022. Un adattamento manga ha iniziato la serializzazione sul sito Comic Gardo di Overlap nel 2016, mentre un adattamento anime, prodotto da Asread e White Fox, è stato trasmesso in Giappone dall'8 luglio al 7 ottobre 2019. Una seconda stagione prodotta da Asread e Studio Mother è stata trasmessa dal 13 gennaio al 7 aprile 2022. Una terza stagione è stata trasmessa dal 14 ottobre 2024 al 17 febbraio 2025.

## Trama
Il liceale Hajime Nagumo è malvisto dai suoi compagni per il rapporto amichevole che intrattiene con la ragazza più bella della classe. Un giorno Hajime e il resto della classe vengono trasportati in un altro mondo per combatterne i demoni. A differenza degli altri che ottengono potenti abilità magiche, Hajime riceve solo la capacità di trasmutare materiali solidi, caratteristica tipica degli artigiani e fabbri. Durante l'esplorazione di un dungeon, Hajime viene tradito da un compagno che lo fa precipitare sul fondo. Sopravvissuto alla caduta e alle ferite inferte dai mostri, Hajime, trasformato nel corpo e nello spirito, utilizza il suo talento per creare diverse armi da fuoco. Lungo il percorso libera una principessa vampiro di nome Yue imprigionata lì secoli prima, e assieme a lei supera il dungeon distruggendo un mostro dopo l'altro. Nell'ultima stanza i due scopriranno il segreto di questo mondo.

## Personaggi

I protagonisti nella serie anime. Da sinistra: Shea, Tio, Myu, Hajime, Remia, Yue e Kaori

Hajime Nagumo (南雲 ハジメ?, Nagumo Hajime)
Doppiato da: Toshinari Fukamachi
Uno studente delle superiori che viene trasportato in un altro mondo, dove guadagna solo un'abilità di trasmutazione di livello molto basso. Viene tradito da uno dei suoi compagni di classe cadendo nel dungeon dove si trovavano. Presentato all'inizio come il solito studente qualunque, in seguito alla caduta, alla perdita di un braccio e al forte stress a cui viene sottoposto si trasforma in un personaggio cinico e risoluto, deciso a tornare a tutti i costi nel suo mondo di origine. Nel Labirinto di Orcus, essendo costretto a divorare le varie bestie demoniache che lo abitano e a sopravvivere a un doloroso processo con l'acqua santa grazie alla sua forza di volontà, il suo corpo muta, conferendogli status tremendamente alti; inoltre ha migliorato le proprie abilità come Sinergista creando diverse armi da fuoco. Superando ogni labirinto dei Liberatori, inoltre, acquisisce le magie antiche, incantesimi estremamente superiori a quelli accessibili a umani e demoni moderni.
Yue (ユエ?)
Doppiata da: Yūki Kuwahara
Una principessa vampira che è stata tradita e imprigionata da suo zio e dai suoi servitori sul fondo del Labirinto di Orcus per 300 anni, a causa della sua mostruosa magia e rigenerazione che la rendono immortale all'invecchiamento, finché Hajime non la scopre e la libera. Yue dispone di immenso ammontare di potere magico e di grande versatilità negli incantesimi che la rendono un nemico temibile per chiunque. Yue non è il suo nome originale, ma quello che Hajime ha scelto per lei, su sua precisa richiesta di non volere indietro il suo vecchio nome. Yue adora succhiare il sangue di Hajime e lega molto presto con lui, specie dopo che quest'ultimo perde un occhio per proteggerla da un mostro. I due si innamorano presto e diventano subito intimi, ed è solo dopo che Yue gli dà il suo consenso che Hajime accetta di avere più di una donna, ma Yue resta l'unica che lui definisce sua moglie.
Shea Haulia (シア・ハウリア?, Shia Hauria)
Doppiata da: Minami Takahashi
Una ragazza-coniglio che Hajime e Yue incontrano dopo essere usciti dal dungeon. Ha la capacità di vedere nel futuro e usa come arma un grande martello, che sfrutta grazie alla sua forza sovrumana. Shea spesso si comporta in modo sciocco, cosa che porta Hajime a colpirla in testa, specie quando Shea gli fa delle avances non richieste.
Tio Klarus (ティオ・クラルス?, Tio Kurarusu)
Doppiata da: Yōko Hikasa
Proveniente dalla tribù Klarus dei Dragonoidi, Tio incontra il gruppo di Hajime sulle montagne settentrionali del villaggio di Ul a causa di un sortilegio di Shimizu. Dopo essere stata sconfitta da Hajime decide di dedicarsi a lui, anche se in maniera masochista. È in grado di trasformarsi in un drago dotata di alta difesa. Anche se spesso è una donna perversa, è anche acuta e dà consigli utili quando è necessario. Capisce anche che i suoi sentimenti per Hajime non erano solo una relazione tra schiava e padrone ma vero amore quando viene quasi sconfitto da Freid Bagwa, proteggendolo e confessandogli i suoi sentimenti.
Kaori Shirasaki (白崎 香織?, Shirasaki Kaori)
Doppiata da: Saori Ōnishi
Una dei compagni di classe di Hajime e l'idolo della classe. Era l'unica a parlare apertamente con Hajime, spingendosi fino al punto da cercare manga, anime e persino di fare conversazioni con lui. Dopo essere stata trasportata su Tortus diventa una guaritrice. Kaori realizza i suoi sentimenti verso Hajime solo dopo che questi è caduto nell'abisso, ed è stata anche l'unica a non credere nella sua morte. Una volta che lo incontra di nuovo, si spaventa per come appare crudele inizialmente, ma alla fine supera la sua paura e confessa il suo amore, unendosi a lui nel suo viaggio, entrando in competizione con Yue e le altre per il suo affetto. Finirà quasi uccisa da Hiyama in seguito agli attacchi della razza demoniaca, ma viene salvata in tempo e insiste per essere trasferita in un corpo forte da Hajime, il quale decide di usare quello di Nointo. Il suo corpo originale viene curato e tenuto in sospensione vitale fino al momento in cui troveranno il modo di tornare nel loro mondo originale.
Shizuku Yaegashi (八重樫 雫?, Yaegashi Shizuku)
Doppiata da: Yumiri Hanamori
Amica d'infanzia di Kaori, la quale, grazie alle sue deduzioni, capisce l'affetto che nutre verso Hajime aiutandola nella ricerca di anime, novel e manga. È una ragazza laboriosa, gentile e premurosa che passa il tempo a praticare l'arte della spada. Dopo che Hajime salva lei e Kaori nel Labirinto di Orcus, si innamora di lui. È molto attratta dal suo colore magico cremisi e dalla sua forza travolgente, considerandola bella. Nonostante ciò ha rifiutato di riconoscere i suoi sentimenti perché pensava che fossero un tradimento nei confronti di Kaori. Più tardi decide di confessare i propri sentimenti ad Hajime.
Aiko Hatayama (畑山 愛子?, Hatayama Aiko)
Doppiata da: Ai Kakuma
Aiko è l'insegnante di corso che insieme ai suoi studenti viene coinvolta nell'incantesimo di evocazione e si ritrova a Tortus. Aiko è un'insegnante molto responsabile e si prende molto cura dei suoi studenti. Spesso fraintende i sentimenti delle persone che si innamorano di lei come amichevoli. Quando sembra che Hajime muore nel dungeon, si sente molto responsabile e fa tutto il possibile per proteggere i suoi studenti. Più tardi, dopo che Hajime aveva ucciso Shimizu, sapendo che l'aveva fatto per il suo bene, si rende conto di essere attratta da lui, arrivando ad accettare il fatto che lo ama, sebbene sia ancora turbata dal fatto che lei sia più grande e la sua insegnante.
Kōki Amanogawa (天之河 光輝?, Amanogawa Kōki)
Doppiato da: Tetsuya Kakihara
Kōki è il tipico bel ragazzo molto popolare, anche quando viene evocato, ma non sembra accorgersene. È gentile, onesto e traboccante di senso di giustizia. Tuttavia, poiché non pensa mai di avere torto, ha la cattiva abitudine di interpretare le situazioni avverse a suo piacimento, derivata dalla sua infanzia passata ad ammirare suo nonno, il quale gli avrebbe insegnato i suoi ideali di giustizia e rettitudine. Proprio per questo la sua classe è Eroe ed è armato della Spada sacra, un artefatto divino usata da vari eroi in passato.
Ryutaro Sagami (坂上 龍太郎?, Sagami Ryutaro)
Doppiato da: Ryuichi Kijima
Uno dei compagni di classe di Hajime e migliore amico di Kōki. Combatte a mani nude e possiede una forza sovrumana. La sua classe è Monaco.
Daisuke Hiyama (檜山 大介?, Hiyama Daisuke)
Doppiato da: Minoru Shiraishi
Daisuke era uno degli studenti coinvolti nell'incidente di evocazione, finendo a Tortus insieme ai suoi compagni di classe. Era amico di Reichi Kondou, Yoshiki Saitou e Shinji Nakano; era anche il capo del gruppo che regolarmente tormentava Hajime, rendendo la sua vita miserabile a scuola, nonché colui che ne causò la caduta nel Labirinto di Orcus. In seguito si unisce a Eri Nakamura per tradire i suoi compagni di classe, il tutto per rivendicare Kaori Shirasaki per sé stesso. Viene ucciso da Hajime durante l'invasione dei demoni nel Regno di Heiligh, come rappresaglia per aver quasi ucciso Kaori, per poi finire mezzo mangiato vivo dai mostri appartenenti all'esercito dei demoni.
Myu (ミ ュ ウ?, Myū)
Doppiata da: Yui Ogura
È una piccola di tritone originaria di Erisen rapita per essere venduta come schiava, ma viene salvata in tempo da Hajime e Shea quando la incontrarono a Fuhren. Inizialmente si riferisce ad Hajime come "Onii-chan", ma in seguito lo chiama "Papà", con grande dispiacere di Kaori. Diventa la figliastra di Hajime quando, tornati in Giappone, ne sposa la madre, Remia.
Liliana S. B. Heiligh (リリアーナ・S・B・ハイリヒ?, Ririāna S. B. Hairihi)
Doppiata da: Noriko Shibasaki
La principessa del regno di Heiligh che diventa amica di diversi membri della classe di Hajime, tra cui Kaori e Shizuku. Dopo aver assistito al rapimento di Aiko da parte di Noint, Liliana si mette alla ricerca del gruppo di Hajime per chiedere il loro aiuto. Dopo l'attacco dei demoni, la ragazza decide di sposarsi con la famiglia dei governanti di un'altra nazione. Ma dopo essere stata quasi aggredita dal suo promesso sposo e salvata da Hajime, inizia a provare qualcosa per lui, nonostante la tipica mancanza di cortesia di Hajime nei suoi confronti.
Noint (ノイント?, Nointo)
Doppiata da: Rina Satō
Apostolo del Dio malvagio, Noint è una donna fredda e cinica, quasi priva di volontà propria e dedita solo alla soddisfazione dei capricci del suo Dio. Combattendo con lei, Hajime capisce che il Dio venerato dagli uomini, dagli uomini-bestia e dai demoni non sia altro che il medesimo, il quale si diverte a professarsi come Dio giusto e liberatore agli occhi di ognuna delle razze solo per spingerle a combattersi e massacrarsi a vicenda in suo nome. Viene sconfitta da Hajime dopo un duro combattimento, dopodiché egli cura il suo corpo e lo usa come ricettacolo per l'anima di Kaori che, quasi uccisa da Hiyama, chiede di essere trasferita in un corpo forte per potersi difendere da sola. Una volta che gli studenti tornano sulla Terra si scopre che la mente di Noint si è trasferita in uno dei golem ragno di Hajime, mentre la sua personalità è cambiata da fredda e insensibile ad emotiva e maliziosa. Diventata fedele ad Hajime, si rinomina Netemp e vorrebbe essere trasferita in un corpo di sua creazione, piuttosto che in quello vecchio.
Freid Bagwa (フリード・バグアー?, Furīdo Baguā)
Doppiato da: Katsuyuki Konishi
Il comandante supremo dell'esercito dei demoni. Nonostante abbia conquistato due dei grandi labirinti, rifiuta di creare all'affermazione dei Liberatori secondo cui Ehit è malvagio e continua a seguirlo, deciso a eseguire i suoi ordini e a muovere guerra agli umani. Freid è un avversario ricorrente di Hajime e del suo gruppo, ma non riesce mai a sconfiggerli.
Mikhail (ミハイル?, Mihairu)
Doppiato da: Makoto Ishii
Un demone sotto il comando di Freid e amante di Cattleya che giura vendetta sul gruppo di Hajime dopo aver saputo della sua morte. Viene ucciso in combattimento da Shea.

## Media

### Light novel

#### Arifureta - Il più forte del mondo con un mestiere comune
L'opera, scritta e ideata da Ryō Shirakome, ha iniziato la pubblicazione sul sito web Shōsetsuka ni narō il 7 novembre 2013. Concepita dall'autore come una serie di romanzi amatoriali, è stata poi adattata in una serie di light novel con le illustrazioni di Takayaki dal 25 giugno 2015 al 25 dicembre 2024 per un totale di quattordici volumi pubblicati sotto l'etichetta Overlap Bunko da Overlap. I diritti di distribuzione digitale e cartacea in lingua inglese sono stati acquistati rispettivamente da J-Novel Club e Seven Seas Entertainment.
| Nº | Data di prima pubblicazione                | Data di prima pubblicazione                                                 | Data di prima pubblicazione |
| Nº | Giapponese                                 | Giapponese                                                                  |                             |
| -- | ------------------------------------------ | --------------------------------------------------------------------------- | --------------------------- |
| 1  | 25 giugno 2015                             | ISBN 978-4-86554-055-0                                                      |                             |
| 2  | 25 novembre 2015                           | ISBN 978-4-86554-073-4                                                      |                             |
| 3  | 25 febbraio 2016                           | ISBN 978-4-86554-093-2                                                      |                             |
| 4  | 27 luglio 2016                             | ISBN 978-4-86554-143-4                                                      |                             |
| 5  | 25 dicembre 2016                           | ISBN 978-4-86554-178-6                                                      |                             |
| 6  | 25 maggio 2017                             | ISBN 978-4-86554-219-6                                                      |                             |
| 7  | 25 dicembre 2017 (ed. regolare & speciale) | ISBN 978-4-86554-265-3 (ed. regolare) ISBN 978-4-86554-266-0 (ed. speciale) |                             |
| 8  | 25 aprile 2018 (ed. regolare & speciale)   | ISBN 978-4-86554-308-7 (ed. regolare) ISBN 978-4-86554-309-4 (ed. speciale) |                             |
| 9  | 25 dicembre 2018                           | ISBN 978-4-86554-428-2                                                      |                             |
| 10 | 25 giugno 2019 (ed. regolare & speciale)   | ISBN 978-4-86554-489-3 (ed. regolare) ISBN 978-4-86554-490-9 (ed. speciale) |                             |
| SP | 25 settembre 2019                          | ISBN 978-4-86554-542-5                                                      |                             |
| 11 | 25 luglio 2020                             | ISBN 978-4-86554-698-9                                                      |                             |
| 12 | 25 gennaio 2022                            | ISBN 978-4-8240-0064-4                                                      |                             |
| 13 | 25 settembre 2022                          | ISBN 978-4-8240-0263-1 (ed. regolare) ISBN 978-4-8240-0264-8 (ed. speciale) |                             |
| 14 | 25 dicembre 2024                           | ISBN 978-4-8240-0970-8                                                      |                             |

#### Arifureta shokugyō de sekai saikyō Zero
Una serie di light novel prequel intitolata Arifureta shokugyō de sekai saikyō Zero (ありふれた職業で世界最強 零?), o semplicemente Arifureta Zero, è stata pubblicata dal 28 dicembre 2017 ed è stata curata dai medesimi autori della serie principale. La serie si è conclusa il 25 dicembre 2021 con un totale di sei volumi pubblicati.
| Nº | Data di prima pubblicazione | Data di prima pubblicazione | Data di prima pubblicazione |
| Nº | Giapponese                  | Giapponese                  |                             |
| -- | --------------------------- | --------------------------- | --------------------------- |
| 1  | 28 dicembre 2017            | ISBN 978-4-86554-267-7      |                             |
| 2  | 25 luglio 2018              | ISBN 978-4-86554-373-5      |                             |
| 3  | 25 marzo 2019               | ISBN 978-4-86554-464-0      |                             |
| 4  | 25 dicembre 2019            | ISBN 978-4-86554-543-2      |                             |
| 5  | 25 aprile 2021              | ISBN 978-4-86554-823-5      |                             |
| 6  | 25 dicembre 2021            | ISBN 978-4-86554-889-1      |                             |

### Manga
Un adattamento manga di RoGa ha iniziato la serializzazione sul sito Comic Gardo di Overlap il 22 dicembre 2016. Quindici volumi tankōbon sono stati pubblicati tra il 25 dicembre 2016 e il 25 gennaio 2025.
Uno spin-off in chiave yonkoma disegnato da Misaki Mori, intitolato Arifureta nichijō de sekai saikyō (ありふれた日常で世界最強?), ha iniziato la serializzazione sul sito web Comic Gardo di Overlap l'11 luglio 2017.
Un adattamento della light novel prequel Arifureta shokugyō de sekai saikyō Zero di Ataru Kamichi è stato serializzato dal 23 febbraio 2018 all'8 giugno 2022 sul sito web di Comic Gardo.
Un ulteriore spin-off disegnato da Misaki Mori e intitolato Arifureta gakuen de sekai saikyō (ありふれた学園で世界最強?) è stato serializzato sul sito web Comic Gardo di Overlap dal 24 aprile 2020 al 2 luglio 2021. I capitoli sono stati raccolti in due volumi tankōbon pubblicati dal 25 ottobre 2020 al 25 dicembre 2021.

### Drama-CD
Una serie di drama-CD sono stati pubblicati con il settimo, l'ottavo e il decimo volume della light novel il 25 dicembre 2017, il 25 aprile 2018 e il 25 giugno 2019, con gli stessi doppiatori dell'anime.

### Anime
Un adattamento anime è stato annunciato il 2 dicembre 2017. La serie era inizialmente prevista per la prima volta nell'aprile 2018, ma il 15 gennaio 2018 la sua versione è stata respinta a causa di "varie circostanze". Originariamente, la serie sarebbe stata diretta da Jun Kamiya e scritta da Kazuyuki Fudeyasu, con l'animazione dello studio White Fox e il character design di Atsuo Tobe, che sarebbe stato anche il direttore dell'animazione principale. Tuttavia, in seguito al posticipo, è stato annunciato il 29 aprile 2018 che Kinji Yoshimoto sarebbe diventato il direttore e lo studio Asread si sarebbe unito alla White Fox come animatore. Inoltre, Chika Kojima ha preso il posto di Atsuo Tobe come character designer per adattare i progetti originali di Takayaki, e Kazuyuki Fudeyasu ha lasciato la sua posizione di sceneggiatore, venendo sostituito da Shoichi Sato e Kinji Yoshimoto. Il componimento delle musiche è stato affidato a Ryō Takahashi. Void_Chords feat. LIO eseguirà la sigla di apertura FLARE, mentre DracoVirgo la sigla finale Hajime no uta (タジメノタ?). La serie è stata presentata in anteprima l'8 luglio 2019 su AT-X, Tokyo MX, SUN e BS11, e consiste di 13 episodi. Inoltre sono stati pubblicati due OAV con il secondo e il terzo set home video il 25 dicembre 2019 e il 26 febbraio 2020. Un ONA, che funge da prologo, è stato inizialmente proiettato all'evento Arifureta shokugyō de sekai saikyō -Live & Act- il 19 gennaio 2020 per poi essere distribuito in streaming il 19 marzo successivo.
In seguito alla messa in onda dell'ultimo episodio, il sito ufficiale ha confermato la produzione di una seconda stagione. Quest'ultima è stata trasmessa dal 13 gennaio al 31 marzo 2022 su AT-X, Tokyo MX e BS11. Akira Iwanaga sostituisce Kinji Yoshimoto come regista e Studio Mother ha lavorato come studio d'animazione secondario al posto di White Fox. Il resto dello staff e del cast sono invece tornati a ricoprire i medesimi ruoli. MindaRyn canta la sigla d'apertura Daylight mentre il gruppo FantasticYouth quella di chiusura Gedō sanka (外道讃歌?). Un terzo OAV è uscito il 23 marzo 2022 in allegato al primo volume Blu-ray della seconda stagione. Un ulteriore OAV è uscito il 25 settembre 2022.
Il 10 settembre 2022 è stata annunciata la produzione della terza stagione. Lo studio Asread si occupa dell'animazione, con Akira Iwanaga, Shoichi Sato e Chika Kojima che tornano rispettivamente nei ruoli di regista, sceneggiatore e character designer. È stata trasmessa dal 14 ottobre 2024 al 17 febbraio 2025. La sigla d'apertura degli episodi 26-34 è Unending Wish di Void_Chords feat. MindaRyn mentre quella di chiusura è The other story dei Doberman Infinity. Per gli episodi 35-41, la sigla d'apertura è Compass, sempre di Void_Chords feat. MindaRyn, e quella di chiusura è Metamorphosis di iScream.
In Italia i diritti delle varie stagioni dell'anime sono stati acquisiti da Yamato Video che le ha pubblicate in versione sottotitolata sul canale Anime Generation di Prime Video a partire dal 14 ottobre 2024.

## Accoglienza
La serie è stata la ventisettesima serie di light novel più venduta nella prima metà del 2017, con 84 372 copie vendute.
Rebecca Silverman di Anime News Network ha apprezzato la serie, lodandola per la sua premessa centrale e per come sia stata "una buona svolta nelle convenzioni di genere" facendo lavorare il suo protagonista per il suo status di eroe sopraffatto invece di ottenerlo immediatamente come molti protagonisti di light novel. Ha però criticato la rappresentazione della relazione romantica tra Hajime e Yue, che ha definito "malsana", e ha anche ritenuto che la traduzione non fosse fatta bene come altre pubblicazioni di J-Novel Club.
L'adattamento anime è stato oggetto di critiche estremamente acute e negative. Christopher Farris di Anime News Network, ha citato i problemi di produzione come le cause principali del fallimento della serie. Farris sottolinea la scarsa qualità dell'animazione e nel primo episodio erano assenti la maggior parte delle informazioni presenti invece nel romanzo originale.